# Hans Raab (Unternehmer)
Hans Raab (* 2. September 1940 in Merchweiler; † 13. September 2012 in Zürich) war ein deutscher Unternehmer und Erfinder. Zu Reichtum gelangte er durch seine Reinigungsprodukte mit der Firma Ha-Ra, die er 1970 gründete. Zuletzt betätigte er sich als Fischzüchter im Schweizer Rheintal.

## Biografie
Beruflich begann Hans Raab als Bergmann unter Tage. Anfang der 1970er baute er eine Gebäudereinigungsfirma auf. Als er gesundheitliche Probleme durch chemische Reinigungsmittel beobachtete, suchte er nach Alternativen. Er entwickelte physikalisch-mechanische Reinigungsmethoden auf der Basis hochverdichteter Mikro-Fasern. Insgesamt meldete Raab über 200 Patente an.
Nach Streitigkeiten mit den saarländischen Finanzbehörden verlegte Hans Raab seinen Wohnsitz nach Schaan in Liechtenstein. Im schweizerischen Oberriet im Rheintal baute er eine Melander-Fischzucht auf. 2011 musste er die Fischfarm schließen, da die Methode, wie die Fische getötet wurden, nach Schweizer Recht nicht zulässig war.
Hans Raab starb am 13. September 2012 nach langer Krankheit in einem Zürcher Krankenhaus.

## Hans Raab Umweltpreis
Am 21. September 2016 wurde erstmals der Hans Raab Umweltpreis vergeben. Die zweite Vergabe erfolgte im Jahr 2018.

## Schriften
- Von Nichts kommt nichts. Ein deutscher Unternehmer erzählt aus seinem Leben. Aufgezeichnet von Joachim Heise. Verlag am Park, Berlin 2007, ISBN 978-3-89793-129-9.
- Melander: „Ich bin besser als Bio“. Mein zweites Lebenswerk. Aufgezeichnet von Gertrud Schmitt-Gramsch. Lichtenstern, Saarbrücken 2008, ISBN 978-3-938651-25-4.
- 70 Jahre im Dienst der Umwelt. Damit Mensch, Tier und Natur eine Chance haben. Aufgezeichnet von Gertrud Schmitt-Gramsch, herausgegeben von Manfred Voltmer. Lichtenstern, Saarbrücken 2011, ISBN 978-3-938651-34-6.